# 岡三郎
岡 三郎（おか さぶろう、1929年7月28日 - 2020年8月2日）は、英文学・比較文学者、青山学院大学名誉教授。

## 人物・来歴
埼玉県生まれ。1954年青山学院大学大学院文学研究科修士課程修了。青山学院大学文学部助教授、教授、88年「夏目漱石研究」で青山学院大学文学博士。2000年定年退任。94-95年日本中世英語英文学会会長。中世英文学、近代ロマン派などを専攻、ほか中世イタリア文学も翻訳する。
妻は英語史学者の岡富美子（青山学院大学名誉教授、1930-2017）。
2020年8月2日午後6時、消化器不全のため群馬県藤岡市の病院で死去。91歳没。

## 著書
- 『凝視と夢想 ワーズワス論』国文社、1971
- 『夏目漱石研究 第1巻 (意識と材源)』国文社、1981
- 『夏目漱石研究 第2巻 (『硝子戸の中』校訂と解明)』国文社、1986
- 『夏目漱石研究 第3巻 (『虞美人草』と「京に着ける夕べ」の研究)』国文社、1995
- 『比較物語学序説』国文社、1997
- 『阿刀田高『新トロイア物語』を読む』国文社、2011
- 『人類史から読む『古事記』の神話 石川三四郎『古事記神話の新研究』〈1921-1950〉の継承発展のために』国文社 2013
- 『人類史から読む『ギルガメシュ物語』  標準バビロニア版と梅原猛の戯曲を読む』国文社 2014
- 『人類史から読む夏目漱石  展開1 (『吾輩は猫である』を読む)』国文社 2015
- 『人類史から読む夏目漱石 展開2 漱石文学の道程を踏破する』国文社 2016

### 編纂
- 『ワーズワス『序曲』論集』国文社、1988

### 翻訳
- 『ワーズワス・序曲 詩人の魂の成長』国文社、1968
- オイゲン・デューレン『サド侯爵とその時代 性の精神病理学説に特に関連しての、18世紀の文化・風俗史の一研究』国文社、1971
- エルンスト・カッシーラー『言語と神話』岡富美子共訳　国文社、1972
- ミルチャ・エリアーデ『神話と夢想と秘儀』国文社、1972
- ジョルジュ・プーレ『円環の変貌』国文社、1973-74
- マーティン・スコフィールド『ハムレットの亡霊 『ハムレット』と現代文学』北川重男共訳.国文社、1983
- 『ディクテュスとダーレスのトロイア戦争物語 『トロイア戦争日誌』と『トロイア滅亡の歴史物語』』国文社　トロイア叢書　2001
- グイド・デッレ・コロンネ『トロイア滅亡史』国文社、2003
- ジョヴァンニ・ボッカッチョ『フィローストラト』国文社　トロイア叢書　2004
- ジェフリー・チョーサー『トロイルス』国文社、トロイア叢書　2005

## 参考
- ワーズワス『序曲』論集」著者紹介